# Fire Garden
Fire Garden é o sétimo álbum de estúdio do guitarrista virtuoso estadunidese Steve Vai. O álbum foi lançado em 17 de setembro de 1996 com o selo Epic Records. 

## O Álbum
Conforme descrito por Vai nas notas do encarte, a ideia era fazer um álbum conceitual dulo dividido em duas "fases", mas quando Steve tomou conhecimento da capacidade dos CDs — que havia passado dos convencionais 74 para 80 minutos — viu que todas as faixas caberiam num único CD, e por isso ele é divido em duas fases.
O álbum é dividido em 2 fases:
- Fase 1 - Músicas instrumentais (com exceção dos vocais invertidos de Devin Townsend em "Whookam" e mais alguns vocais no final de "Fire Garden Suite");
- Fase 2 -  Músicas cantadas (exceto Warm Regards, que é instrumental).

"Dyin 'Day" foi co-escrita por Ozzy Osbourne durante as sessões de composição do álbum de Osbourne de 1995, Ozzmosis. Outra música dessas sessões, "My Little Man", chegou ao Ozzmosis e é creditada nesse álbum como co-escrita por Vai.

### Recepção Crítica
| Críticas profissionais | Críticas profissionais |
| Avaliações da crítica  | Avaliações da crítica  |
| Fonte                  | Avaliação              |
| ---------------------- | ---------------------- |
| All Music Guide        | [ 2 ]                  |

Stephen Thomas Erlewine, do AllMusic, deu ao Fire Garden quatro estrelas de cinco, chamando-o de "Um esforço impressionante de um músico que continua a crescer e se expandir a cada novo lançamento" e "agradável também para quem não gosta de guitarra". Ele disse que os vocais de Vai "ainda têm um caminho a percorrer antes de serem tão expressivos quanto seu trabalho instrumental, mas este álbum conceitual sutil e denso é o mais próximo que ele já chegou de integrar os dois lados de sua personalidade musical".

### Faixas
Todas as músicas foram escritas por Steve Vai, exceto onde indicado.
| "Phase 1" |                                                                                 |                                          |         |  |
| N.º       | Título                                                                          | Compositor(es)                           | Duração |  |
| 1.        | "There's a Fire in the House"                                                   | Steve Vai                                | 5:26    |  |
| 2.        | "The Crying Machine"                                                            | Steve Vai                                | 4:50    |  |
| 3.        | "Dyin' Day"                                                                     | Steve Vai, Ozzy Osbourne                 | 4:29    |  |
| 4.        | "Whookam"                                                                       | Steve Vai                                | 0:36    |  |
| 5.        | "Blowfish"                                                                      | Steve Vai                                | 4:03    |  |
| 6.        | "The Mysterious Murder of Christian Tiera's Lover"                              | Steve Vai                                | 1:02    |  |
| 7.        | "Hand on Heart"                                                                 | Steve Vai                                | 5:25    |  |
| 8.        | "Bangkok"                                                                       | Benny Andersson, Björn Ulvaeus, Tim Rice | 2:46    |  |
| 9.        | "Fire Garden Suite" - "Bull Whip" - "Pusa Road" - "Angel Food" - "Taurus Bulba" | Steve Vai                                | 9:56    |  |

| "Phase 2"      |                           |                |         |  |
| N.º            | Título                    | Compositor(es) | Duração |  |
| 10.            | "Deepness"                | Steve Vai      | 0:47    |  |
| 11.            | "Little Alligator"        | Steve Vai      | 6:12    |  |
| 12.            | "All About Eve"           | Steve Vai      | 4:38    |  |
| 13.            | "Aching Hunger"           | Steve Vai      | 4:45    |  |
| 14.            | "Brother"                 | Steve Vai      | 5:04    |  |
| 15.            | "Damn You"                | Steve Vai      | 4:31    |  |
| 16.            | "When I Was a Little Boy" | Steve Vai      | 1:18    |  |
| 17.            | "Genocide"                | Steve Vai      | 4:11    |  |
| 18.            | "Warm Regards"            | Steve Vai      | 4:06    |  |
| Duração total: | Duração total:            | Duração total: | 74:05   |  |

| Bonus-track da versão japonesa do álbum |              |                |         |  |
| N.º                                     | Título       | Compositor(es) | Duração |  |
| 19.                                     | "The Murder" | Steve Vai      |         |  |

### Créditos
- Steve Vai – Vocais, guitarra, todos os demais instrumentos (exceto onde indicado), arranjo, engenharia, produção
- Devin Townsend – Vocais (faixas 4 e 9)
- Will Riley – teclados (faixa 14)
- John Avila – Baixo (faixa 2)
- Stuart Hamm – Baixo (faixa 3)
- Fabrizio Gossi – Baixo (faixa 14)
- Chris Frazier – Bateria (faixa 1)
- Gregg Bissonette – Bateria (faixa 2)
- Deen Castronovo – Bateria (faixas 3, 5, 7, 11, 12, 15)
- Mike Mangini – Bateria (faixas 8, 9)
- Robin DiMaggio – Bateria (faixa 14)
- C.C. White – Back vocals (faixas 12, 17)
- John "Gash" Sombrotto - Backing vocals (Faixa 17)
- Tracee Lewis – Back vocals (faixas 12, 17)
- Miroslava Mendoza Escriba – Back vocals (faixas 12, 17)
- Kimberly Evans – Back vocals (faixas 12, 17)
- Mark McCrite – Back vocals (faixa 17)
- Jim Altan – Back vocals (faixa 17)
- Julian Vai – spoken vocals – (faixa 18)
- Marcelo Gomes – engenharia de som (assistente)
- Serj Buss – engenharia de som (assistente)
- T. J. Helmerich – assistente de engenharia (faixa 17)
- Bernie Grundman – mastering

## Desempenho nas Paradas Musicais

### Álbum
| Ano  | Ranking           | Posição | Ref.  |
| ---- | ----------------- | ------- | ----- |
| 1996 | The Billboard 200 | #106    | [ 3 ] |
| 1996 | Mitä hittiä       | #22     | [ 4 ] |
| 1996 | Official Charts   | #41     | [ 5 ] |
| 1996 | SNEP              | #30     | [ 4 ] |
| 1996 | MegaCharts        | #85     | [ 4 ] |